# 德鲁埃
德鲁埃（法語：Droué，法語發音：[dʁue]）是法国卢瓦-谢尔省的一个市镇，属于旺多姆区。

## 地理
德鲁埃（48°2'26"N, 1°4'34"E）面积24.04 平方千米，位于法国中央-卢瓦尔河谷大区卢瓦-谢尔省，该省份为法国中北部省份，北起厄尔-卢瓦省，东北接卢瓦雷省，东南接谢尔省，南至安德尔省，西南接安德尔-卢瓦尔省，西北接萨尔特省。
与德鲁埃接壤的市镇（或旧市镇、城区）包括：布夫里、布尔赛、拉沙佩勒维孔泰斯、拉丰特内勒、勒普瓦莱、瓦尔迪耶尔。

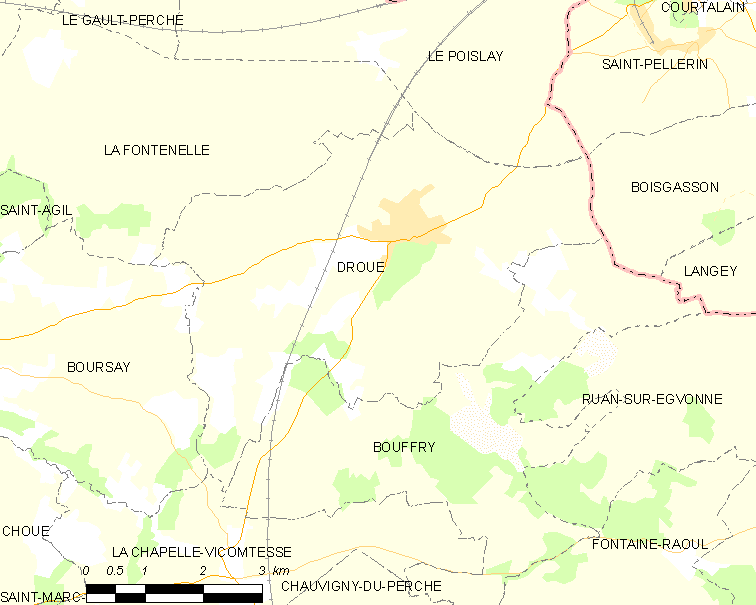
德鲁埃的OSM定位图

德鲁埃的时区为UTC+01:00、UTC+02:00（夏令时）。

## 行政
德鲁埃的邮政编码为41270，INSEE市镇编码为41075。

## 政治
德鲁埃所属的省级选区为佩尔什县。

## 人口

1962-2008年间德鲁埃人口变化图示

德鲁埃于2022年1月1日时的人口数量为1027人。